# ریلی (اورگن)
ریلی (به انگلیسی: Riley) یک منطقهٔ مسکونی در ایالات متحده آمریکا است که در شهرستان هارنی، اورگن واقع شده‌است. ریلی ۱٬۲۸۸٫۱ متر بالاتر از سطح دریا واقع شده‌است.